# Konkatenation (Mengen)
Die Konkatenation ist eine Verknüpfung von Mengen zu einer neuen Menge. 
Die verknüpfte Menge besteht dabei aus allen Kombinationen der Elemente beider Mengen unter Verwendung einer normalerweise nicht-kommutativen Operation.
Als Operation wird in aller Regel die Konkatenation der Elemente verwendet.
Die Konkatenation ist eine Abwandlung der Produktmengen-Operation (kartesisches Produkt) unter Vernachlässigung der Tupel-Schreibweise. Formal unterscheiden sich Konkatenation und das kartesische Produkt also. Da es sich jedoch nur um eine Schreibweise handelt, wird die Konkatenation z. B. in SQL mit dem kartesischen Produkt identifiziert.

## Beispiel
Die Menge {\displaystyle M} bestehe aus den Elementen {\displaystyle m_{1},m_{2},\ldots ,m_{l}}, die Menge {\displaystyle N} bestehe aus den Elementen {\displaystyle n_{1},n_{2},\ldots ,n_{k}}.
Die Konkatenation beider Mengen ist demnach die Menge
{\displaystyle M\circ N:=\{m_{i}\circ n_{j}\mid i=1,\ldots ,l\wedge j=1,\ldots ,k\}.}
Die Einhaltung der Reihenfolge, d. h. {\displaystyle m_{i}\circ n_{j}} und nicht {\displaystyle n_{j}\circ m_{i}}, ist dabei wesentlich, solange {\displaystyle \circ } [sprich 'Kuller' oder 'Kringel', Symbol für eine Verknüpfung allgemein] nicht kommutativ ist.

## Zeichenketten als Spezialfall
Ein häufiger Spezialfall ist die Konkatenation von Zeichenketten.
In diesem Fall würde die Konkatenation der Mengen {'Wi', 'ki'} und {'pe', 'dia'}
die Menge {'Wipe', 'Widia', 'kipe', 'kidia'} ergeben.